# ヤンチュアノサウルス
ヤンチュアノサウルス (Yangchuanosaurus) は、中生代ジュラ紀中期（約1億6,830万 ~ 約1億6,350万年前）の現中国に生息した肉食恐竜の属。アロサウルス上科のメトリアカントサウルス科に属する。属名は最初の発掘地である四川省永川（ヤンチュアン）県に因む。
1970年代、永川でのダム工事中の発掘例を皮切りに非常に保存状態の良い化石が数例見つかっており、中国の恐竜としては比較的研究が進んでいる属のひとつとされる。
全長約8メートル。近縁種と比較すると相対的に大きく数の少ない歯、柔軟性に富む頚、低い鰭状に盛り上がった脊椎の棘突起が特色。

人とのスケール比較
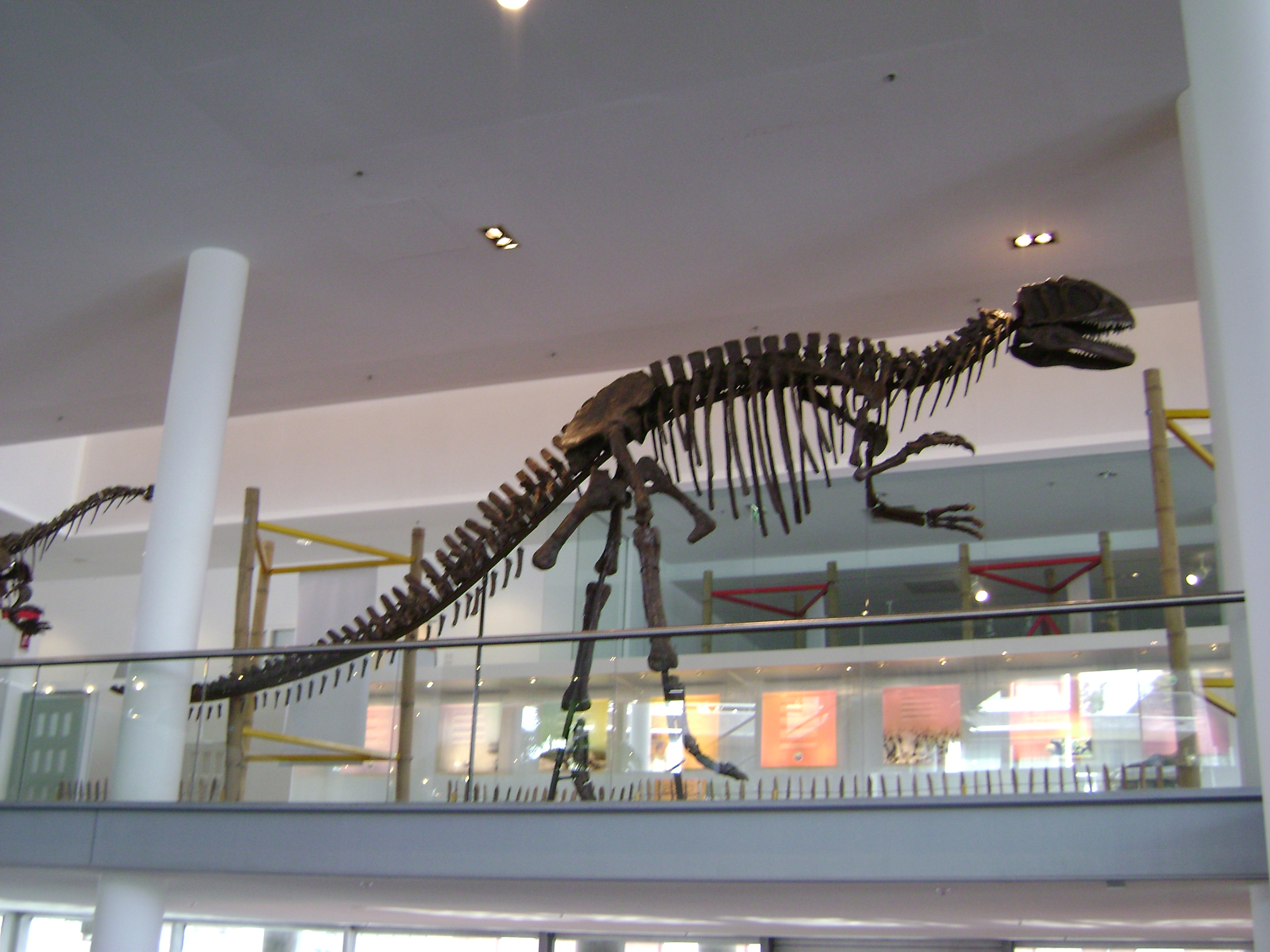
全身骨格
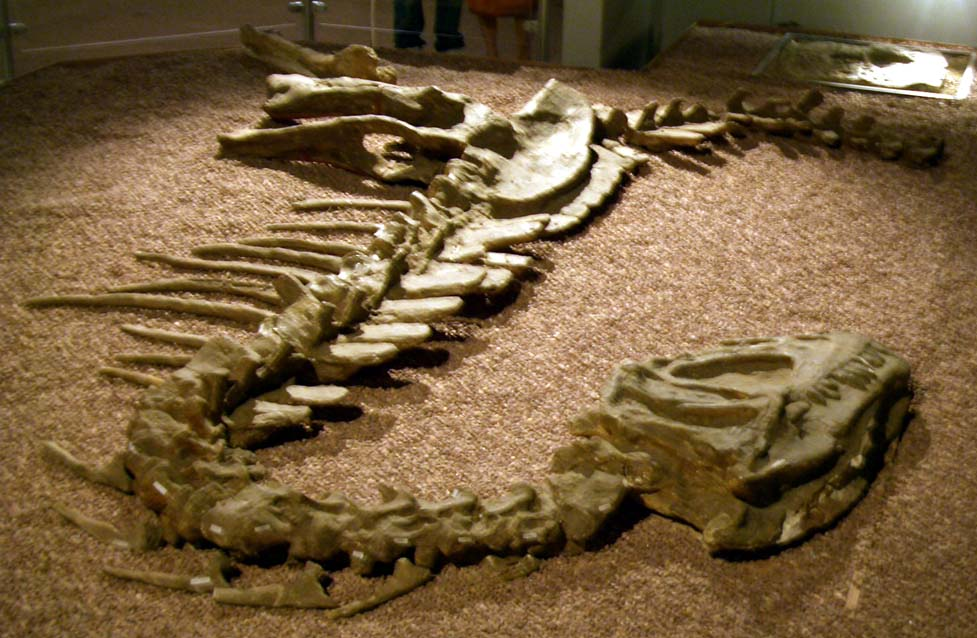
Y. shangyouensis 骨格